# 上田宏 (俳優)
うえだひろし（1980年6月21日 - ）は、日本の俳優。劇団リリパットアーミーII所属。
大阪府出身、血液型はA型。2011年に芸名を上田宏から、「うえだひろし」に改名した。

## 人物
2003年、「ちゃちゃちゃ」のキャストオーディションを兼ねたワークショップを経て入団。努力家でもあり、2005年の「時の男」でやった殺陣に味をしめ、猛練習を積んだ結果殺陣師も驚くほどの腕前に。物まねを得意としていて、舞台でも何度か披露している。

## 出演

### 映画
- パッチギ!

### 舞台

#### 2006年
- ラックシステム「お願い」
- リリパットアーミーII「天下御免の馬侍」

#### 2007年
- リリパットアーミーII「大阪芝居〜街編〜」
- リリパットアーミーII「夜の姉妹」

#### 2008年
- リリパットアーミーII『罪と、罪なき罪』 - 津田三蔵 役

#### 2009年
- 門真市民劇“いっぽ”番外編公演 『いっぽステップジャンプ』
- ラックシステム15周年記念公演第一弾 『お弔い』
- ラックシステム15周年記念公演第二弾 『お祝い』
- 第4回門真市民ミュージカル 『大冒険への旅』
- 新歌舞伎座主催 赤井英和主演 『わが町』

#### 2010年
- ラックシステム15周年記念公演第三弾 『お代り』
- 門真市民劇団“いっぽ”番外編公演 『いっぽステップジャンプ2nd』
- 美津乃あわ一人芝居 『ぬくい女』（黒子）
- MousePiece-ree 『英雄魂』（協力）
- リリパットアーミーII 25周年記念公演第一弾 『罪と、罪なき罪』 - 吉川宗明 役
- 門真市民劇団“いっぽ”第9回公演 『小さな、小さなトゲ』
- 演劇集団よろずや第18回本公演 『青眉のひと』
- アイ・ホール主催 現代演劇レトロスペクティヴ 売込隊ビームプロデュース 『アイスクリームマン』
- リリパットアーミーII 25周年記念公演第二弾 『kisses』

#### 2011年
- 門真市民劇団“いっぽ”番外編公演 『いっぽステップジャンプ3rd』
- リリパットアーミーII 25周年記念公演第三弾 『音楽の時間』
- Z system produce Vol.3 『新世界BALLAD』
- 第5回わがまち門真市民ミュージカル 『蓮の夜の夢』
- リリパットアーミーII アトリエ公演 『国語の時間』
- 演劇集団よろずやVol.19 15周年記念公演 『バイバイ』

#### 2012年
- ラックシステム新春公演 『体育の時間』
- 門真市民劇団“いっぽ”番外編公演 『いっぽステップジャ〜ンプ2012』
- 天童よしみ特別公演 『夫婦善哉外伝 雨宿り恋歌』

## 関連人物
- リリパットアーミーII
- わかぎゑふ
- コング桑田
- 生田朗子
- 野田晋市
- 千田訓子
- 谷川未佳
- 祖父江伸如